# Willdenowia sulcata
Willdenowia sulcata är en gräsväxtart som beskrevs av Maxwell Tylden Masters. Willdenowia sulcata ingår i släktet Willdenowia och familjen Restionaceae. Inga underarter finns listade i Catalogue of Life.